# الاتحاد الأمريكي للإعلانات
يعتبر الاتحاد الأمريكي للإعلانات (AAF)، الذي مقره واشنطن دي سي العاصمة ، أقدم اتحاد تجاري للإعلانات الوطنية في الولايات المتحدة. كما أن للاتحاد 15 عملية على مستوى المقاطعات، تقع كل منها في منطقة مختلفة من البلاد ، وتمثلها أعضاء الاتحاد الأمريكي للإعلانات ما يقرب من 100 شركة أعضاء وهم معلنون، ووكالات إعلانية، وشركات إعلامية، وشبكة وطنية تضم ما يقرب من 200 اتحاد محلي يمثلون 40000 متخصص في مجال الإعلان، وتنتشر هذه الاتحادات في جميع أنحاء البلاد. كما يمثل الاتحاد الأمريكي للإعلانات أكثر من 200 فصل جامعي فيه أكثر من 6500 طالب وطالبة أعضاء. يدير الاتحاد الأمريكي للإعلانات برامج ومبادرات مثل قاعة مشاهير الإعلانات، وجوائز ADDY (the American Advertising Awards جوائز الإعلان الأمريكية )، ومسابقة الإعلانات الوطنية للطلاب، ومركز موزيك (MOSAIC) للتعددية الثقافية، والمخيمات الإعلانية الصيفية (Ad camps) لطلاب المدارس الثانوية في شيكاغو وواشنطن.

## جوائز ADDY الأمريكية للإعلان
تُعرف جوائز الإعلانات الأمريكية سابقًا باسم ADDY، وهي واحدة من أكبر المسابقات في صناعة الإعلان في الولايات المتحدة, و هي فريدة من نوعها في هيكلها المكون من ثلاثة مستويات. تجذب المسابقة أكثر من 35000 محترف وطالب وطالبة كل عام من خلال مسابقات نادي الإعلانات الأمريكية  Ad Club) المحلية. وتتمثل رسالة مسابقة جوائز الإعلانات الأمريكية في تكريم ومكافأة أفضل الإعلانات الإبداعية في البلاد.
يبدأ المشاركون على المستوى المحلي من خلال أكثر من 140 فرعًا محليًا تابعًا للاتحاد الأمريكي للإعلانات في المسابقات التي تقام عادةً في يناير وفبراير. بعد ذلك، يتأهل الفائزون المحليون بجائزة ADDY إلى واحدة من 15 مسابقة إقليمية يقيمها الاتحاد في المناطق. يتم بعد ذلك إدخال الفائزين على مستوى المقاطعات في المسابقة الوطنية، ويتم تكريم الفائزين بجائزة ADDY الوطنية في مؤتمر ADMERICA الوطني للاتحاد الأمريكي الذي يعقد في شهر يونيو من كل عام. الجوائز برعاية Ad 2 وهو قسم تابع للاتحاد الأمريكي للإعلانات يركز على الشباب. ويستثمر الاتحاد الإمريكي للإعلانات والشركات التابعة له، المحلية والتي على مستوى المقاطعات، العائدات في تحسين مجال الإعلانات من خلال برامج مثل الخدمة العامة، والتدريب الداخلي، ومجموعات المناصرة، والتعليم الإعلاني، وتوعية المستهلك. ( بحاجة لمصدر) تعطى جائزة ADDY الذهبية كتقدير للمستوى الأعلى من التميز الإبداعي في هذه المرحلة من المسابقة، كما تحصل المشاركات التي تعتبر متميزة كذلك وتستحق التقدير على جائزة ADDY الفضية.

## أنظر أيضاً
قاعة مشاهير اتحاد الإعلانات الأمريكي
قائمة الجوائز الإعلانية